# ليلة نادر
ليلة نادر (بالإنجليزية: Leilah Nadir) هي روائية وكاتبة كندية، ولدت لأب عراقي وأم إنجليزية ، ونشأت في بريطانيا وكندا. ليلة حاصلة على درجة الماجستير في الأدب الإنجليزي من جامعة أدنبره ، وكذلك درجة البكالوريوس مع مرتبة الشرف المشتركة في اللغة الإنجليزية والتاريخ من جامعة مكغيل .
عملت ليلة سابقًا في كل من لندن وفانكوفر في صناعة النشر. ومنذ الغزو قادته الولايات المتحدة على العراق ، كتبت العديد من المقالات وبثت تعليقات سياسية لـ هيئة الإذاعة الكندية و The Globe and Mail و The Georgia Straight ، كما نشرت مقالًا مميزًا في مجلة Brick . في سبتمبر 2007 ، نشرت كتاب أشجار بغداد البرتقالية: بحثًا عن عائلتي المفقودة (Key Porter Books) ، والذي تفصل فيه قصة والدها العراقي وتجارب عائلتها العراقية منذ غزو العراق عام 2003. يتضمن الكتاب صورا عائلية بالإضافة إلى صور معاصرة للمصورة الصحفية العراقية الكندية الشهيرة فرح نوش. وقد لقيت إعجابًا كبيرًا، ولا سيما من قبل ناعومي كلاين ونعوم تشومسكي، وفي يوليو 2008 ، فازت بجائزة جورج ريجا للتوعية الاجتماعية في الأدب. تم نشر أشجار بغداد البرتقالية في كندا وإيطاليا وأستراليا ونيوزيلندا وفرنسا وتركيا ودول الكومنولث البريطاني والولايات المتحدة. تعيش ليلة حاليًا في فانكوفر ، كولومبيا البريطانية مع زوجها وابنها وابنتها.

## قائمة المراجع
- أشجار بغداد البرتقالية: بحثًا عن عائلتي المفقودة (The Orange Trees of Baghdad: In Search of My Lost Family)

## روابط خارجية
- الموقع الرسمي